# Saison 1997-1998 du FC Sochaux-Montbéliard
Chronologie
Saison précédente Saison suivante
La saison 1997-1998 du FC Sochaux-Montbéliard est la 8e saison du club en Division 2 et est marqué par la remontée du club en élite.

## Résultats en compétitions nationales
- Division 2 : 3e/22 avec 66 points, 5e attaque avec 56 buts marqués, 1er défense avec 37 buts encaissés
- Coupe de France: élimination en 1/8 de finale par SM Caen
- Coupe de la Ligue: élimination en 1/4 de finale par le RC Lens

## Transferts

### Mercato d'été
| Nom                     | Nationalité sportive | Contrat            | Provenance/Destination |
| Arrivées                |                      |                    |                        |
| Mickaël Isabey          | France               | Retour de prêt     | Besançon RC            |
| Yves Bouger             | France               | ?                  | FC Lorient             |
| Éric Boniface           | France               | ?                  | CS Louhans-Cuiseaux    |
| Adel Chedli             | Tunisie              | ?                  | AS Saint-Étienne       |
| Frédérik Viseux         | France               | ?                  | Amiens SC              |
| Nicolas de la Quintinie | France               | Retour de prêt     | ES Troyes AC           |
| Bernard Bouger          | France               | Transfert le 10/08 | FC Lorient             |
| Départs                 |                      |                    |                        |
| Frédéric Garny          | France               | ?                  | Montpellier HSC        |
| Samuel Michel           | France               | Retour de prêt     | Stade rennais          |
| Stéphane Cassard        | France               | ?                  | Le Havre AC            |
| Igor Pamic              | Croatie              | ?                  | FC Hansa Rostock       |
| Aime Koudou             | France               | ?                  | SAS Épinal             |
| Bertrand Piton          | France               | ?                  | Chamois niortais FC    |
| Hervé Schreiner         | France               | ?                  | Chamois niortais FC    |
| Jean-Marc Diringer      | France               | ?                  | FC Mulhouse            |
| Christophe Laurent      | France               | ?                  | RAEC Mons              |
| Bertrand Reuzeau        | France               | ?                  | Retraite sportive      |

### Mercato d'hiver
| Nom           | Nationalité | Contrat         | Provenance/Destination |
| Arrivées      |             |                 |                        |
| László Klausz | Hongrie     | Transfert 01/01 | SV Austria Salzburg    |
| Départs       |             |                 |                        |
| -             | -           | -               | -                      |